# Dragutin
Dragutin je moško osebno ime.

## Izvor imena
Ime Dragutin je različica moškega osebnega imena Drago.

## Pogostost imena
Po podatkih Statističnega urada Republike Slovenije je bilo na dan 31. decembra 2007 v Sloveniji število moških oseb z imenom Dragutin: 741. Med vsemi moškimi imeni pa je ime Dragutin po pogostosti uporabe uvrščeno na 196. mesto.

## Osebni praznik
V koledarju je ime Dragutin skupaj z imenoma Drago in Karel; god praznuje 28. januarja, 3. junija in 4. novembra.